# Olof W. Nilsson

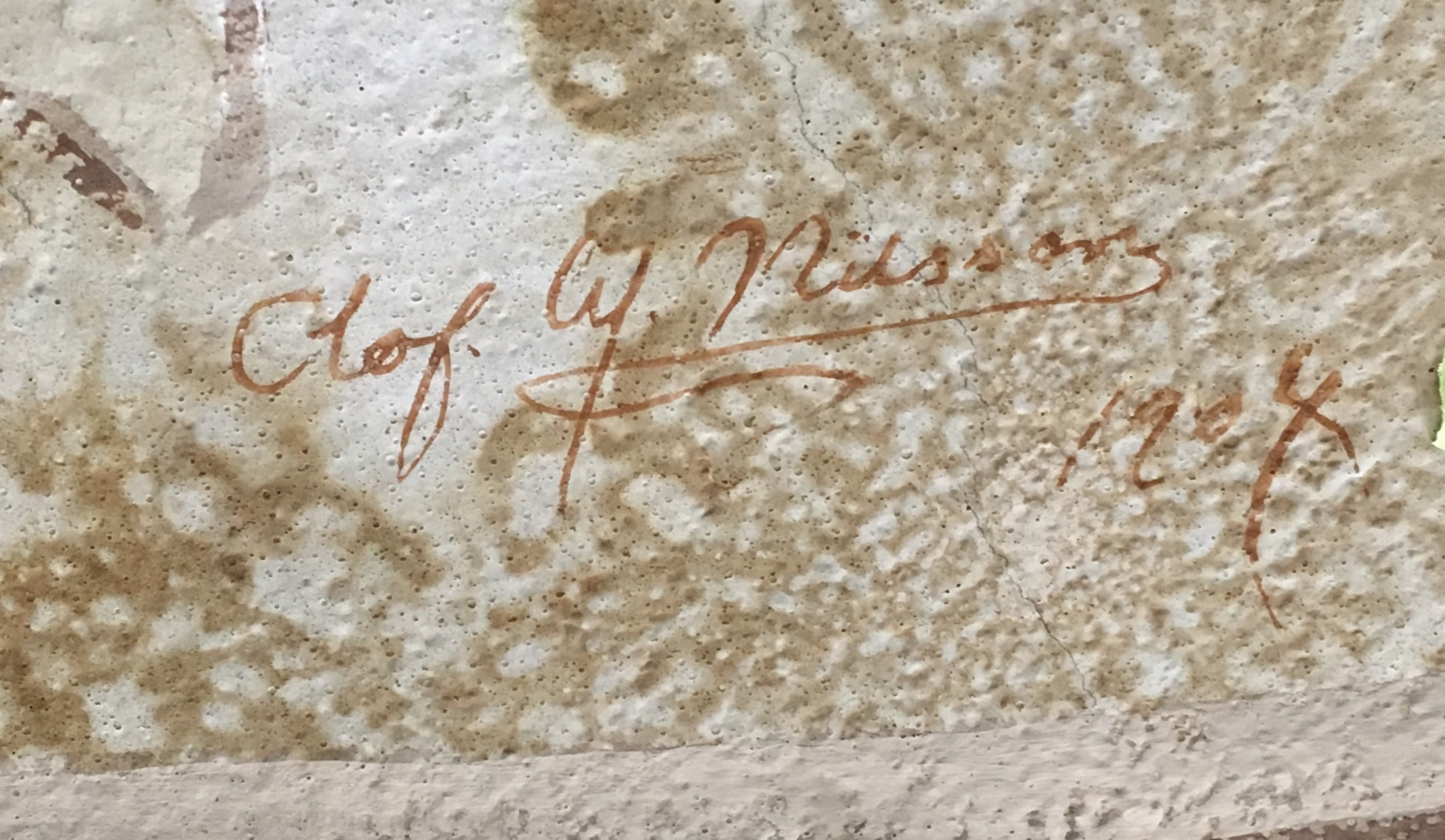
Olof W. Nilssons signatur

Olof Walfrid Nilsson, född 12 oktober 1868 i Norra Råda socken, Värmlands län, död 23 februari 1956 i Karlstad, svensk målare, tecknare och dekorationsmålare, främst verksam i Karlstad, Göteborgsregionen och Lappland.

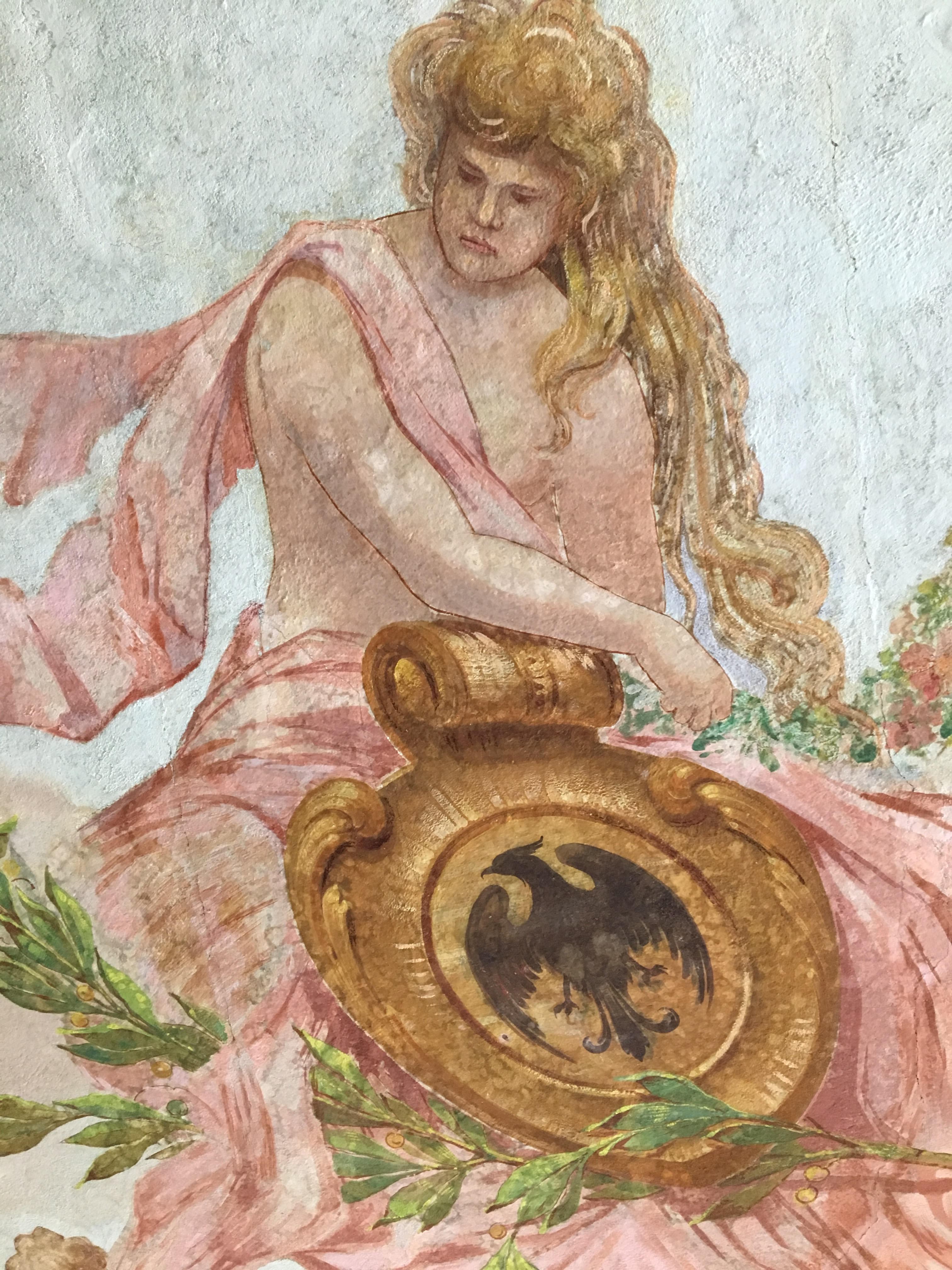
Olof W. Nilssons takmålning i festvåningen på Grand Hotell i Karlstad

Nilsson deltog i det inre utsmyckandet av ett antal prestigefulla byggnader i Göteborg men gjorde sig även bekant som skicklig oljemålare med motiv hämtade såväl från Värmland och västgötabygden som från Lappland. Han är i dag främst ihågkommen som "fjällmålare". Även "isiga" landskap.
I början av 1900-talet gjorde Olof W. Nilsson flera offentliga utsmyckningar i Karlstad, bland annat vägg- och takmålningar i trapphuset i Sockerslottet och takmålningen i festsalen på Grand Hotell (1904).
Nilsson finns representerad vid Norrköpings konstmuseum. Han är begravd på Ruds kyrkogård i Karlstad.